# Calcio Padova 1980-1981
Questa voce raccoglie le informazioni riguardanti il Calcio Padova nelle competizioni ufficiali della stagione 1980-1981.

## Stagione
Il Padova nel 1980-1981 partecipò e vinse il campionato di Serie C2 (Girone B) con 49 punti, davanti alla Civitanovese anch'essa promossa in serie C1.

## Rosa
| N. |                   | Ruolo | Calciatore         |
| -- | ----------------- | ----- | ------------------ |
|    | Italia (bandiera) | P     | Adriano Bardin     |
|    | Italia (bandiera) | P     | Pietro Gennari     |
|    | Italia (bandiera) | D     | Costantino Idini   |
|    | Italia (bandiera) | D     | Stefano Montanini  |
|    | Italia (bandiera) | D     | Attilio Berti      |
|    | Italia (bandiera) | D     | Giuliano Andreuzza |
|    | Italia (bandiera) | D     | Antonio Brunello   |
|    | Italia (bandiera) | D     | Marco Lancetti     |
|    | Italia (bandiera) | D     | Mauro Zanetti      |
|    | Italia (bandiera) | C     | Walter Berlini     |

| N. |                   | Ruolo | Calciatore          |
| -- | ----------------- | ----- | ------------------- |
|    | Italia (bandiera) | C     | Giacomo Perego      |
|    | Italia (bandiera) | C     | Giuseppe Pillon     |
|    | Italia (bandiera) | C     | Ivan Romanzini      |
|    | Italia (bandiera) | C     | Lucio Fasolato      |
|    | Italia (bandiera) | C     | Fabrizio De Poli    |
|    | Italia (bandiera) | C     | Antonio Griggio     |
|    | Italia (bandiera) | A     | Franco Pezzato      |
|    | Italia (bandiera) | A     | Antonello Spinoccia |
|    | Italia (bandiera) | A     | Cesare Vitale       |
|    | Italia (bandiera) | A     | Osvaldo Zobbio      |

## Risultati

### Serie C2

#### Girone di andata
| 28 settembre 1980 1ª giornata | Osimana | 1 – 3 | Padova |  |

| 5 ottobre 1980 2ª giornata | Padova | 4 – 0 | Chieti |  |

| 12 ottobre 1980 3ª giornata | Mestre | 2 – 0 | Padova |  |

| 19 ottobre 1980 4ª giornata | Padova | 0 – 1 | Teramo |  |

| 26 ottobre 1980 5ª giornata | Padova | 3 – 1 | Adriese |  |

| 2 novembre 1980 6ª giornata | Mira | 2 – 1 | Padova |  |

| 9 novembre 1980 7ª giornata | Padova | 0 – 0 | Pordenone |  |

| 16 novembre 1980 8ª giornata | Città di Castello | 0 – 0 | Padova |  |

| 23 novembre 1980 9ª giornata | Padova | 3 – 2 | Vis Pesaro |  |

| 30 novembre 1980 10ª giornata | Conegliano | 1 – 1 | Padova |  |

| 7 dicembre 1980 11ª giornata | Padova | 3 – 1 | Venezia |  |

| 14 dicembre 1980 12ª giornata | Monselice | 0 – 0 | Padova |  |

| 21 dicembre 1980 13ª giornata | Padova | 1 – 1 | Civitanovese |  |

| 4 gennaio 1981 14ª giornata | Lanciano | 1 – 2 | Padova |  |

| 11 gennaio 1981 15ª giornata | Padova | 3 – 0 | Cattolica |  |

| 18 gennaio 1981 16ª giornata | Maceratese | 3 – 3 | Padova |  |

| 25 gennaio 1981 17ª giornata | Padova | 3 – 1 | Anconitana |  |

#### Girone di ritorno
| 1º febbraio 1981 18ª giornata | Padova | 1 – 0 | Osimana |  |

| 8 febbraio 1981 19ª giornata | Chieti | 2 – 2 | Padova |  |

| 15 febbraio 1981 20ª giornata | Padova | 1 – 0 | Mestre |  |

| 22 febbraio 1981 21ª giornata | Teramo | 1 – 1 | Padova |  |

| 1º marzo 1981 22ª giornata | Adriese | 2 – 5 | Padova |  |

| 8 marzo 1981 23ª giornata | Padova | 1 – 0 | Mira |  |

| 15 marzo 1981 24ª giornata | Pordenone | 2 – 2 | Padova |  |

| 29 marzo 1981 25ª giornata | Padova | 2 – 1 | Città di Castello |  |

| 5 aprile 1981 26ª giornata | Vis Pesaro | 3 – 3 | Padova |  |

| 12 aprile 1981 27ª giornata | Padova | 6 – 0 | Conegliano |  |

| 26 aprile 1981 28ª giornata | Venezia | 0 – 1 | Padova |  |

| 3 maggio 1981 29ª giornata | Padova | 4 – 0 | Monselice |  |

| 10 maggio 1981 30ª giornata | Civitanovese | 1 – 0 | Padova |  |

| 17 maggio 1981 31ª giornata | Padova | 1 – 0 | Lanciano |  |

| 24 maggio 1981 32ª giornata | Cattolica | 0 – 2 | Padova |  |

| 31 maggio 1981 33ª giornata | Padova | 3 – 2 | Maceratese |  |

| 6 giugno 1981 34ª giornata | Anconitana | 1 – 1 | Padova |  |